# William Beckford di Somerley
William Beckford di Somerley (Giamaica, 1744 – Londra, 5 febbraio 1799) è stato un imprenditore e scrittore giamaicano.
Figlio illegittimo di Richard ed Elizabeth Hay, nacque e crebbe nei Caraibi. La sua famiglia possedeva una piantagione, la Roaring River Estate a Westmoreland Parish. Nel 1767 (o l'anno successivo), fu accompagnato in giro per l'Europa probabilmente da Patrick Brydone. Passò anche dall'Italia, dove tornò nel 1770. Dopo aver vissuto tra Roma e la Svizzera, nel 1773 sposò la cugina Charlotte Hay a Londra.
Rientrò per tredici anni in Giamaica, dove si occupò delle piantagioni familiari, lavorando soprattutto sulla canna da zucchero. Nel 1780, un uragano distrusse le piantagioni e ne minò la stabilità finanziaria. Si interessò anche alla storia dell'isola e della sua popolazione, da cui scaturirono i libri Remarks on the Situation of Negroes in Jamaica (1788) e A Descriptive Account of the Island of Jamaica (1790). Quest'ultima opera fu realizzata nel carcere di Fleet, dove era stato rinchiuso a causa dei debiti.